# Prince Daye
Prince Daye (Monrovia, 11 de agosto de 1978) é um ex-futebolista profissional liberiano que atuava como atacante.

## Carreira
Prince Daye representou o elenco da Seleção Liberiana de Futebol no Campeonato Africano das Nações de 2002.